# دوآمل-وست، کبک
دوآمل-وست (به فرانسوی: Duhamel-Ouest) شهری در منطقه شهری تمیسکامنگ ناحیه آبیتیبی-تمیسکامنگ در استان کبک کانادا است. در سرشماری سال ۲۰۱۱ این شهر ۸۹۰ نفر جمعیت داشته‌است و مساحت آن ۱۲۷٫۶۱ کیلومتر مربع است.